# Phosphila
Phosphila là một chi bướm đêm thuộc họ Noctuidae.

## Loài
- Phosphila cinerea (Sepp, [1829])
- Phosphila dogmatica (Dyar, 1916)
- Phosphila fernae (Benjamin, 1933)
- Phosphila lacruma (Schaus, 1894)
- Phosphila miselioides (Guenée, 1852)
- Phosphila turbulenta Hübner, 1818
- Phosphila ursipes Hübner, 1823
- Phosphila xylophila (Walker, 1858)